# Amano Yukiya
Amano Yukiya (天野 之弥) (9 tháng 5 năm 1947 - 18 tháng 7 năm 2019) là một nhà ngoại giao Nhật Bản và Tổng Giám đốc Cơ quan Năng lượng Nguyên tử Quốc tế (IAEA) (tháng 7 năm 2009 - 2019). Ông từng là một công chức quốc tế cho Liên Hợp Quốc và các phân ngành của nó.

## Tiểu sử
Amano Yukiya sinh ra ở Yugawara, một thị trấn nhỏ ở tỉnh Kanagawa, Nhật Bản, vào năm 1947. Ông bắt đầu nghiên cứu của mình tại Đại học Tokyo vào năm 1968. Sau khi tốt nghiệp Khoa Luật, ông tham gia Bộ Ngoại giao vào tháng 4 năm 1972. Ông chuyên về các vấn đề giải giáp quốc tế và các nỗ lực không phổ biến hạt nhân. Năm 1973-1974, ông học tại Đại học Franche-Comté và năm 1974-1975 tại Đại học Nice, Pháp.

## Nghề nghiệp

### Bộ ngoại giao Nhật Bản
Amano giữ các chức vụ khác nhau trong bộ ngoại giao như Giám đốc Phòng Khoa học và Giám đốc Phòng Năng lượng Hạt nhân năm 1993. Là một thành viên của Dịch vụ Ngoại giao, ông được đưa vào Đại sứ quán Nhật Bản tại Viêng Chăn, Washington và Brussels, trong Phái đoàn Nhật Bản tham dự Hội nghị Giải trừ quân bị ở Geneva và là Tổng lãnh sự Nhật Bản tại Marseille.
Vào tháng 8 năm 2002, ông được bổ nhiệm làm Tổng giám đốc về các vấn đề khoa học và kiểm soát vũ khí, và vào tháng 8 năm 2004, ông được bổ nhiệm làm Tổng giám đốc của Bộ phận giải trừ vũ khí, không phổ biến và khoa học. Ở những vị trí này, ông đã tham gia vào các cuộc đàm phán quốc tế như gia hạn Hiệp ước Không phổ biến Hạt nhân; Hiệp ước Cấm thử hạt nhân toàn diện; giao thức xác minh Công ước vũ khí sinh học; sửa đổi Công ước về một số vũ khí thông thường và Quy tắc ứng xử quốc tế chống phổ biến tên lửa đạn đạo. Ông đại diện cho Nhật Bản với tư cách là chuyên gia chính phủ trong Hội đồng Liên hợp quốc về tên lửa vào tháng 4 năm 2001 và trong Nhóm chuyên gia của Liên hợp quốc về giáo dục giải trừ quân bị và không phổ biến vào tháng 7 năm 2001.

### Cơ quan Năng lượng Nguyên tử Quốc tế

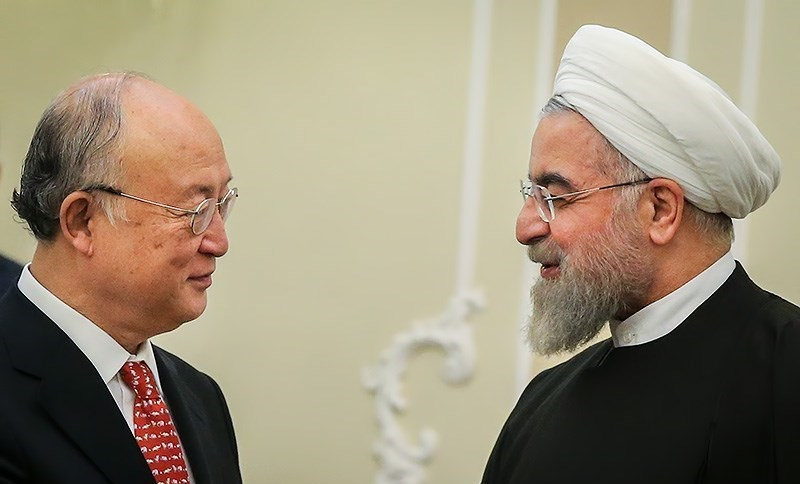
Cuộc gặp gỡ của Amano với Tổng thống Iran Hassan Rouhani tại Khu phức hợp Sa'dabad

Năm 2005, Amano từng là đại sứ Nhật Bản tại IAEA. Từ tháng 9 năm 2005 đến tháng 9 năm 2006, Amano giữ chức Chủ tịch Hội đồng Thống đốc IAEA. Trong thời gian này, IAEA và Tổng giám đốc Mohamed ElBaradei nhận được giải thưởng Nobel Hòa bình. Amano đại diện cho IAEA là chủ tịch tại lễ trao giải thưởng Nobel được tổ chức vào tháng 12 năm 2005.
Vào tháng 9 năm 2008, chính phủ Nhật Bản tuyên bố đã đề cử Yukiya Amano làm Tổng giám đốc tiếp theo của IAEA. Vào ngày 2 tháng 7 năm 2009, ông được Hội đồng Thống đốc bầu làm Tổng giám đốc cho IAEA trong vòng bỏ phiếu thứ sáu. Ông đã đánh bại đại diện Nam Phi Abdul Samad Minty, đối thủ chính của ông. Vào ngày 3 tháng 7 năm 2009, tất cả 145 quốc gia thành viên IAEA chính thức bổ nhiệm Yukiya Amano "bằng cách tung hô".
Vào ngày 1 tháng 12 năm 2009, Amano bắt đầu nhiệm kỳ đầu tiên với tư cách là Tổng giám đốc Cơ quan Năng lượng Nguyên tử Quốc tế.
Vào tháng 11 năm 2010, tờ báo The Guardian của Anh đã đưa tin về một sợi cáp ngoại giao của Hoa Kỳ bắt nguồn từ một năm trước tại Vienna và được WikiLeaks cung cấp cho tờ báo, kể chi tiết về cuộc gặp giữa Amano và một đại sứ Mỹ. Tác giả của cáp đã tóm tắt một tuyên bố của Amano, trong đó người sau đề nghị rằng ông "kiên quyết trước tòa án Hoa Kỳ về mọi quyết định chiến lược quan trọng, từ các cuộc hẹn nhân sự cấp cao đến việc xử lý chương trình vũ khí hạt nhân bị cáo buộc của Iran."  Vào tháng 3 năm 2012, Amano đã bị một số cựu quan chức cấp cao của IAEA cáo buộc thiên vị thân phương Tây, quá phụ thuộc vào trí thông minh chưa được xác minh và những người hoài nghi bên lề.

#### Quan điểm về phổ biến vũ khí hạt nhân
Trong một cuộc phỏng vấn vào giữa năm 2009 với tờ báo Die Presse của Áo, Yukiya Amano nói rằng ông "kiên quyết chống lại sự lan rộng của vũ khí hạt nhân bởi vì tôi đến từ một quốc gia có kinh nghiệm ở Hiroshima và Nagasaki ".

#### Quan điểm về năng lượng hạt nhân
Amano cho biết, tại Trung tâm diễn đàn năng lượng hạt nhân bền vững năng lượng và kinh tế, "điều quan trọng là các mối quan tâm về an toàn và an ninh được giải quyết. An toàn và an ninh chủ yếu là trách nhiệm của mỗi quốc gia có chủ quyền. Tuy nhiên, IAEA có vai trò mạnh mẽ, bởi vì một tai nạn hoặc hành động độc hại có thể gây ra hậu quả sâu rộng và xuyên biên giới. " 
Theo Amano, "ở đây có một sự cải thiện rất đáng kể trong hoạt động hiệu quả và an toàn của ngành công nghiệp hạt nhân trong hai thập kỷ qua. Điều này phản ánh các yếu tố bao gồm thiết kế được cải tiến, quy trình vận hành tốt hơn, môi trường pháp lý được củng cố và hiệu quả hơn và sự xuất hiện của một nền văn hóa an toàn mạnh mẽ. IAEA thúc đẩy cách tiếp cận tích hợp đối với an toàn hạt nhân, tập trung vào các hệ thống quản lý, lãnh đạo hiệu quả và văn hóa an toàn. Điều quan trọng là cơ sở hạ tầng an toàn và an ninh của các quốc gia phải theo kịp sự phát triển trong tất cả các lĩnh vực khoa học và công nghệ hạt nhân. Chúng ta không bao giờ được tự mãn. " 

#### Chuyến thăm chính thức Philippines

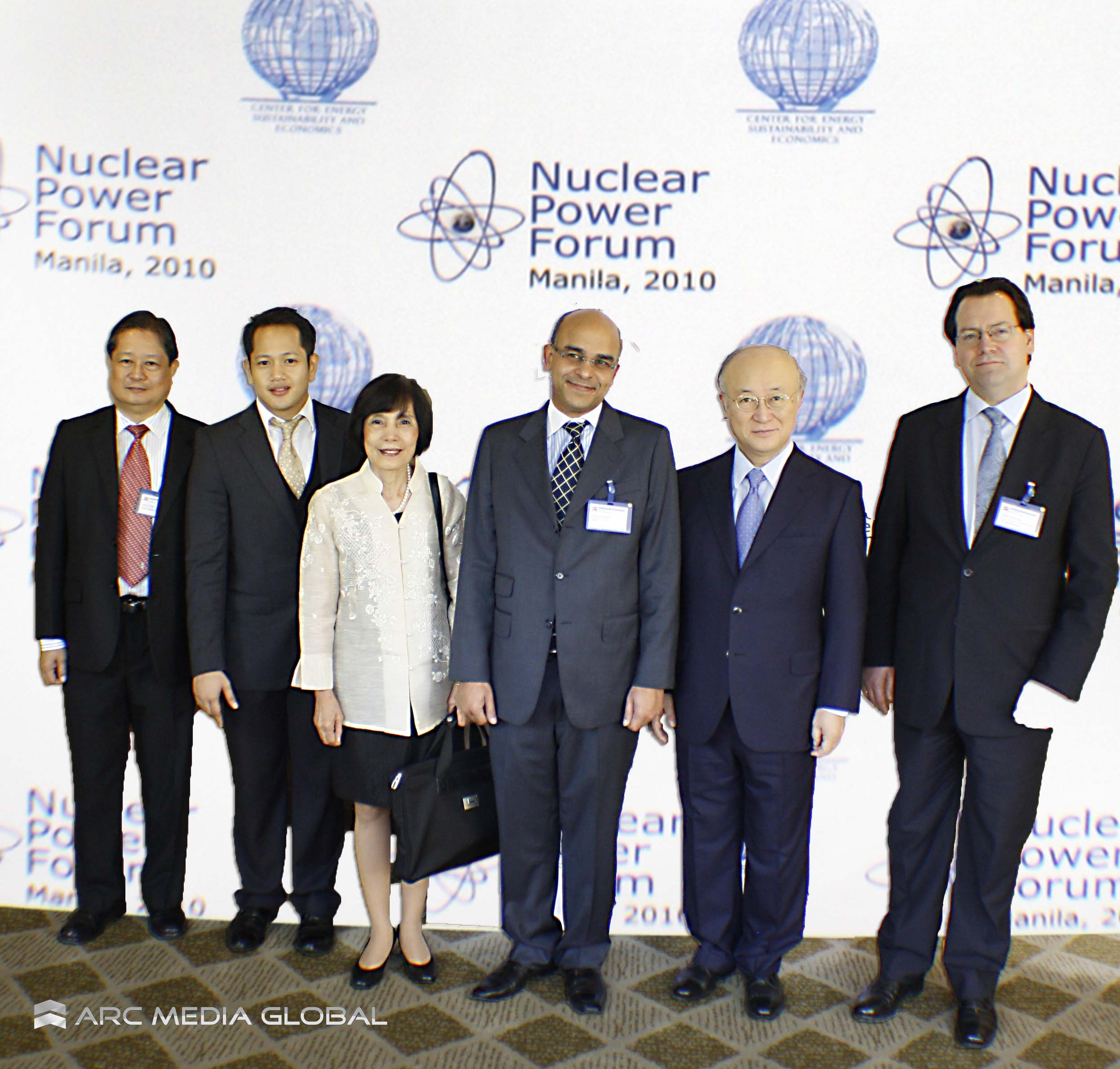

Vào ngày 10 tháng 12 năm 2010, tại phiên khai mạc Diễn đàn Năng lượng hạt nhân do Trung tâm Kinh tế và Bền vững Năng lượng và Arc Media Global tổ chức, Amano nói rằng IAEA đã "hỗ trợ tăng cường năng lực của quốc gia về khoa học và công nghệ hạt nhân và năng lượng lập kế hoạch "cũng như" tư vấn về phát triển Kế hoạch phát triển nguồn nhân lực cho năng lượng hạt nhân ". Tại Diễn đàn, Amano cho biết Philippines "đóng một vai trò quan trọng ở cấp độ toàn cầu, ví dụ như bằng cách chủ trì Hội nghị Đánh giá Hiệp ước về Không phổ biến vũ khí hạt nhân". Philippines đảm nhận chức chủ tịch Hội nghị Đánh giá Hiệp ước Không phổ biến Hạt nhân vào tháng 5 năm 2010, trong đó thảo luận về việc sử dụng năng lượng hạt nhân một cách hòa bình, không phổ biến vũ khí và giải giáp các quốc gia phát triển vũ khí hạt nhân. Amano cũng đã đến thăm Nhà máy điện hạt nhân Bataan vào ngày 11 tháng 12 năm 2010, trong ngày thứ hai của Diễn đàn. Theo Bộ Ngoại giao Philippines, IAEA có thể đánh giá khả năng phục hồi của nhà máy. Trong chuyến thăm chính thức của Amano, ông đã tổ chức các cuộc họp với Bộ trưởng Ngoại giao Alberto Romulo, Bộ trưởng Khoa học và Công nghệ Mario Montejo và Bộ trưởng Năng lượng Jose Rene Almendras. Chính phủ Philippines cũng đang xem xét mở rộng hợp tác với IAEA trong việc đào tạo các chuyên gia y tế trong việc sử dụng xạ trị ung thư.

#### Liên quan đến khẩn cấp hạt nhân sau trận động đất và sóng thần Nhật Bản
Sau vụ tai nạn hạt nhân Fukushima I vào ngày 11 tháng 3 năm 2011, Amano đã tổ chức một cuộc họp với Thủ tướng Naoto Kan tại Tokyo vào ngày 18 tháng 3. Amano, "người vừa đến từ trụ sở của cơ quan... cho biết ông sẽ cử một đội 'trong vòng vài ngày' để theo dõi bức xạ gần nhà máy bị hư hại." Tại cuộc họp, Amano nói Kan "đồng ý về sự cần thiết phải tiết lộ càng nhiều thông tin càng tốt về cuộc khủng hoảng hạt nhân đang diễn ra ở Fukushima. "Điều quan trọng là sự phối hợp với xã hội quốc tế và sự minh bạch tốt hơn", ông Amano nói với các phóng viên trước cuộc họp. " 

## Đời sống riêng tư
Amano đã kết hôn và nói tiếng Anh và tiếng Pháp, ngoài tiếng Nhật bản địa của mình. Ông qua đời vào ngày 18 tháng 7 năm 2019 ở tuổi 72. Associated Press báo cáo nguyên nhân cái chết là ung thư.

## Ấn phẩm
- "Một quan điểm của Nhật Bản về giải trừ vũ khí hạt nhân", Tạp chí không phổ biến vũ khí, 2002
- "Ý nghĩa của việc mở rộng NPT", Những hạn chế trong tương lai đối với sự phổ biến vũ khí, 1996
- "La Non-Prolifération Nucléaire en Extrême-Orient", Phổ biến và không phổ biến Nucleaire, 1995
- "Đổ chất thải phóng xạ trên biển của Nga", Gaiko Jiho, 1994